# Liste der Stolpersteine in Rotenburg an der Fulda
Die Liste der Stolpersteine in Rotenburg an der Fulda enthält alle Stolpersteine, die im Rahmen des gleichnamigen Projekts von Gunter Demnig in Rotenburg an der Fulda verlegt wurden. Mit ihnen soll an Opfer des Nationalsozialismus erinnert werden, die in Rotenburg an der Fulda lebten und wirkten.

## Verlegte Stolpersteine
| Bild                                                       | Person, Inschrift | Adresse                                 | Verlege- datum                 | Weitere Informationen |
| ---------------------------------------------------------- | --- | --------------------------------------- | ------------------------------ | --------------------- |
| Stolperstein für Minna Neuhaus geb. Oppenheim              | Hier wohnte Minna Neuhaus geb. Oppenheim Jg. 1868 deportiert 1942 Theresienstadt ermordet 3.4.1943                                              | Altstadtstraße 6 ·                      | 27. Mai 2011                   |                       |
| Stolperstein für Johanna Hanna Speier                      | Hier wohnte Johanna Hanna Speier Jg. 1891 deportiert 1942 Theresienstadt ermordet 6.10.1944 Auschwitz                                           | Altstadtstraße 16 ·                     | 27. Mai 2011                   |                       |
| Stolperstein für Paula Pauline Plaut                       | Hier wohnte Paula Pauline Plaut Jg. 1887 deportiert 1942 Sobibor ermordet Juni 1942                                                             | Rainchen 1 ·                            | 27. Mai 2011                   |                       |
| Stolperstein für Elka Kaufmann geb. Freudenberg            | Hier wohnte Elka Kaufmann geb. Freudenberg Jg. 1847 deportiert 1942 Theresienstadt ermordet 22.12.1942                                          | Brauhausstraße 2 ·                      | 27. Mai 2011                   |                       |
| Stolperstein für Honet Kaufmann                            | Hier wohnte Honet Kaufmann Jg. 1879 verhaftet Nov. 1938 Buchenwald ermordet 13.12.1938                                                          | Brauhausstraße 2 ·                      | 27. Mai 2011                   |                       |
| Stolperstein für Adolf Speier                              | Hier wohnte Adolf Speier Jg. 1892 deportiert 1942 Theresienstadt ermordet Okt.1944 in Auschwitz                                                 | Breitenstraße 16 ·                      | 27. Mai 2011                   |                       |
| Stolperstein für Berni Speier geb. Oppenheim               | Hier wohnte Berni Speier geb. Oppenheim Jg. 1898 deportiert 1942 Theresienstadt ermordet Okt.1944 in Auschwitz                                  | Breitenstraße 16 ·                      | 27. Mai 2011                   |                       |
| Stolperstein für Fanny Linz geb. Plaut                     | Hier wohnte Fanny Linz geb. Plaut Jg. 1892 deportiert 1942 Theresienstadt ermordet Okt.1944 in Auschwitz                                        | Breitenstraße 19 ·                      | 25. Mai 2010                   |                       |
| Stolperstein für Hermann Linz                              | Hier wohnte Hermann Linz Jg. 1878 deportiert 1942 Theresienstadt ermordet Okt.1944 in Auschwitz                                                 | Breitenstraße 19 ·                      | 25. Mai 2010                   |                       |
| Stolperstein für Betty Gans geb. Speier                    | Hier wohnte Betty Gans geb. Speier Jg. 1899 deportiert 1942 Lublin ermordet 1942 in Piaski                                                      | Breitenstraße 21 ·                      | 25. Mai 2010                   |                       |
| Stolperstein für Jettchen Gans                             | Hier wohnte Jettchen Gans Jg. 1871 deportiert 1942 Theresienstadt ermordet 11.1.1944                                                            | Breitenstraße 21 ·                      | 25. Mai 2010                   |                       |
| Stolperstein für Berta Kaufmann geb. Stern                 | Hier wohnte Berta Kaufmann geb. Stern Jg. 1884 unfreiwillig verzogen 1938 Köln deportiert 1942 Minsk ermordet 24.7.1942                         | Breitenstraße 35 ·                      | 7. Nov. 2013                   |                       |
| Stolperstein für Fritz Kaufmann                            | Hier wohnte Fritz Kaufmann Jg. 1913 unfreiwillig verzogen 1938 Köln deportiert 1942 Minsk ermordet 24.7.1942                                    | Breitenstraße 35 ·                      | 7. Nov. 2013                   |                       |
| Stolperstein für Heinz Kaufmann                            | Hier wohnte Heinz Kaufmann Jg. 1921 unfreiwillig verzogen 1938 Köln deportiert 1942 Minsk ermordet 24.7.1942                                    | Breitenstraße 35 ·                      | 7. Nov. 2013                   |                       |
| Stolperstein für Karl Kaufmann                             | Hier wohnte Karl Kaufmann Jg. 1876 'Schutzhaft’ 1938 Buchenwald unfreiwillig erzogen 1940 Köln interniert 1942 Fort Y Müngersdorf tot 17.6.1942 | Breitenstraße 35 ·                      | 7. Nov. 2013                   |                       |
| Stolperstein für Paula Katzenstein                         | Hier wohnte Paula Katzenstein Jg. 1891 deportiert 1941 ermordet in Riga                                                                         | Brotgasse 3 · Rotenburg an der Fulda ·  | 27. Mai 2011                   |                       |
| Stolperstein für Johanna Gans                              | Hier wohnte Johanna Gans Jg. 1890 deportiert 1942 ermordet 1942 in Treblinka                                                                    | Brotgasse 6 · Rotenburg an der Fulda ·  | 25. Mai 2010                   |                       |
| Stolperstein für Karoline Piterson geb. Rosenthal          | Hier wohnte Karoline Piterson geb. Rosenthal Jg. 1851 deportiert 1942 Theresienstadt ermordet 21.8.1942                                         | Brotgasse 6 · Rotenburg an der Fulda ·  | 25. Mai 2010                   |                       |
| Stolperstein für Paula Gans geb. Rothschild                | Hier wohnte Paula Gans geb. Rothschild Jg. 1890 deportiert 1941 Riga ermordet                                                                   | Brotgasse 6 · Rotenburg an der Fulda ·  | 25. Mai 2010                   |                       |
| Stolperstein für Willi Gans                                | Hier wohnte Willi Gans Jg. 1890 deportiert 1942 ermordet 1942 in Treblinka                                                                      | Brotgasse 6 · Rotenburg an der Fulda ·  | 25. Mai 2010                   |                       |
| Stolperstein für Jeanette Werthan geb. Goldschmidt         | Hier wohnte Jeanette Werthan geb. Goldschmidt Jg. 1885 deportiert 1941 Theresienstadt Riga ermordet                                             | Brotgasse 19 · Rotenburg an der Fulda · | 7. Nov. 2013                   |                       |
| Stolperstein für Theodor Werthan                           | Hier wohnte Theodor Werthan Jg. 1926 Flucht 1939 Holland interniert Westerbork deportiert 1942 Theresienstadt ermordet 30.9.1942 Auschwitz      | Brotgasse 19 · Rotenburg an der Fulda · | 7. Nov. 2013                   |                       |
| Stolperstein für Honet Kaufmann                            | Hier wohnte Honet Kaufmann Jg. 1870 deportiert 1942 Theresienstadt ermordet 9.11.1942                                                           | Brotgasse 21 · Rotenburg an der Fulda · | 7. Nov. 2013                   |                       |
| Stolperstein für Max Kaufmann                              | Hier wohnte Max Kaufmann Jg. 1904 'Schutzhaft’ 1938 deportiert 1942 Piaski ermordet                                                             | Brotgasse 21 · Rotenburg an der Fulda · | 7. Nov. 2013                   |                       |
| Stolperstein für Toni Bierhoff geb. Kaufmann               | Hier wohnte Toni Bierhoff geb. Kaufmann Jg. 1907 deportiert 1942 Theresienstadt ermordet 29.1.1943 Auschwitz                                    | Brotgasse 21 · Rotenburg an der Fulda · | 7. Nov. 2013                   |                       |
| Stolperstein für Elfriede Gans geb. Meyer                  | Hier wohnte Elfriede Gans geb. Meyer Jg. 1905 deportiert 1942 Lublin ermordet 3.6.1942 Sobibor                                                  | Brotgasse 32 · Rotenburg an der Fulda · | 25. Mai 2010                   |                       |
| Stolperstein für Hertha Meyer                              | Hier wohnte Hertha Meyer Jg. 1897 deportiert 1942 Theresienstadt ermordet 23.2.1944 Auschwitz                                                   | Brotgasse 32 · Rotenburg an der Fulda · | 25. Mai 2010                   |                       |
| Stolperstein für Judis Bela Gans                           | Hier wohnte Judis Bela Gans Jg. 1940 deportiert 1942 Lublin ermordet 3.6.1942 Sobibor                                                           | Brotgasse 32 · Rotenburg an der Fulda · | 25. Mai 2010                   |                       |
| Stolperstein für Julius Meyer                              | Hier wohnte Julius Meyer Jg. 1908 verhaftet Sept. 1938 Buchenwald ermordet 23.9.1939                                                            | Brotgasse 32 · Rotenburg an der Fulda · | 25. Mai 2010                   |                       |
| Stolperstein für Manfred Jakob Gans                        | Hier wohnte Manfred Jakob Gans Jg. 1938 deportiert 1942 Theresienstadt ermordet 23.10.1944 Auschwitz                                            | Brotgasse 32 · Rotenburg an der Fulda · | 25. Mai 2010                   |                       |
| Stolperstein für Leopold Alexander                         | Hier wohnte Leopold Alexander Jg. 1877 deportiert 1942 Theresienstadt ermordet 3.12.1942                                                        | Brückengasse 4 ·                        | 27. Mai 2011                   |                       |
| Stolperstein für Selma Alexander geb. Neuhaus              | Hier wohnte Selma Alexander geb. Neuhaus Jg. 1879 deportiert 1942 Theresienstadt ermordet 9.5.1944 Auschwitz                                    | Brückengasse 4 ·                        | 27. Mai 2011                   |                       |
| Stolperstein für Erich Levi                                | Hier wohnte Erich Levi Jg. 1905 deportiert 1943 Sobibor ermordet 9.4.1943                                                                       | Brückengasse 12 ·                       | 27. Mai 2011                   |                       |
| Stolperstein für Julius Flörsheim                          | Hier wohnte Julius Flörsheim Jg. 1883 verhaftet Nov. 1938 Buchenwald 1941 Sachsenhausen ermordet 10.12.1941                                     | Lindenstraße 9 ·                        | 27. Sep. 2005 bis 16. Mai 2014 |                       |
| Stolperstein für Paula Flörsheim geb. Katzenstein          | Hier wohnte Paula Flörsheim geb. Katzenstein Jg. 1889 deportiert 1942 Riga ermordet Juli 1944                                                   | Lindenstraße 9 ·                        | 27. Sep. 2005 bis 16. Mai 2014 |                       |
| Stolperstein für Margarete Gretel Goldschmidt geb. Brandes | Hier wohnte Margarete Gretel Goldschmidt geb. Brandes Jg. 1905 deportiert 1941 Riga ermordet 1944 Stutthof                                      | Neustadtstraße 1 ·                      | 7. Nov. 2013                   |                       |
| Stolperstein für Margit Goldschmidt                        | Hier wohnte Margit Goldschmidt Jg. 1931 deportiert 1941 Riga ermordet 1944 Stutthof                                                             | Neustadtstraße 1 ·                      | 7. Nov. 2013                   |                       |
| Stolperstein für Alexander Döllefeld                       | Hier wohnte Alexander Döllefeld Jg. 1891 deportiert 1943 Sobibor ermordet 28.5.1943                                                             | Querweingasse 5 ·                       | 27. Mai 2011                   |                       |
| Stolperstein für Josef Döllefeld                           | Hier wohnte Josef Döllefeld Jg. 1864 deportiert 1942 Theresienstadt ermordet 4.12.1942                                                          | Querweingasse 5 ·                       | 27. Mai 2011                   |                       |
| Stolperstein für Recha Döllefeld geb. Rothschild           | Hier wohnte Recha Döllefeld geb. Rothschild Jg. 1895 deportiert 1943 Sobibor ermordet 28.5.1943                                                 | Querweingasse 5 ·                       | 27. Mai 2011                   |                       |
| Stolperstein für Rosa Döllefeld geb. Ehrlich               | Hier wohnte Rosa Döllefeld geb. Ehrlich Jg. 1894 deportiert 1941 Riga/Stolp erschossen von der SS 3.5.1945 Neustadt / Holstein                  | Querweingasse 5 ·                       | 27. Mai 2011                   |                       |
| Stolperstein für Bertha Wally Sommer                       | Hier wohnte Bertha Wally Sommer Jg. 1897 deportiert 1942 Theresienstadt ermordet 28.10.1944 Auschwitz                                           | Querweingasse 16 ·                      | 27. Mai 2011                   |                       |
| Stolperstein für Rosalie Sommer geb. Joseph                | Hier wohnte Rosalie Sommer geb. Joseph Jg. 1867 deportiert 1942 Theresienstadt ermordet 28.10.1944 Auschwitz                                    | Querweingasse 16 ·                      | 27. Mai 2011                   |                       |
| Stolperstein für Bertha Katz geb. Neuhaus                  | Hier wohnte Bertha Katz geb. Neuhaus Jg. 1879 deportiert 1942 ermordet in Lublin                                                                | Steinweg 4 · Rotenburg an der Fulda ·   | 27. Mai 2011                   |                       |
| Stolperstein für Frieda Katz                               | Hier wohnte Frieda Katz Jg. 1908 deportiert 1942 ermordet in Lublin                                                                             | Steinweg 4 · Rotenburg an der Fulda ·   | 27. Mai 2011                   |                       |
| Stolperstein für Jakob Katz                                | Hier wohnte Jakob Katz Jg. 1878 deportiert 1942 ermordet in Lublin                                                                              | Steinweg 4 · Rotenburg an der Fulda ·   | 27. Mai 2011                   |                       |
| Stolperstein für Clara Gita Mayer geb. Rothschild          | Hier wohnte Clara Gita Mayer geb. Rothschild Jg. 1885 deportiert 1942 Sobibor ermordet Juni 1942                                                | Steinweg 24 · Rotenburg an der Fulda ·  | 27. Mai 2011                   |                       |
| Stolperstein für Lina Rothschild geb. Spiegel              | Hier wohnte Lina Rothschild geb. Spiegel Jg. 1861 deportiert 1942 Theresienstadt ermordet 17.9.1942                                             | Steinweg 24 · Rotenburg an der Fulda ·  | 27. Mai 2011                   |                       |
| Stolperstein für Dina Israel geb. Falkenstein              | Hier wohnte Dina Israel geb. Falkenstein Jg. 1880 deportiert 1942 Lublin Izbica ermordet                                                        | Weingasse 1 ·                           | 25. Mai 2010                   |                       |
| Stolperstein für Fritz Falkenstein                         | Hier wohnte Fritz Falkenstein Jg. 1915 deportiert 1942 Lublin ermordet in Majdanek                                                              | Weingasse 1 ·                           | 25. Mai 2010                   |                       |
| Stolperstein für Fritz Israel                              | Hier wohnte Fritz Israel Jg. 1921 deportiert 1942 Lublin ermordet in Majdanek                                                                   | Weingasse 1 ·                           | 25. Mai 2010                   |                       |
| Stolperstein für Hanna Falkenstein geb. Höflich            | Hier wohnte Hanna Falkenstein geb. Höflich Jg. 1890 deportiert 1942 Theresienstadt ermordet in Auschwitz                                        | Weingasse 1 ·                           | 25. Mai 2010                   |                       |
| Stolperstein für Margarethe Falkenstein                    | Hier wohnte Margarethe Falkenstein Jg. 1920 deportiert 1942 Lublin ermordet in Sobibor                                                          | Weingasse 1 ·                           | 25. Mai 2010                   |                       |
| Stolperstein für Viktor Falkenstein                        | Hier wohnte Viktor Falkenstein Jg. 1882 deportiert 1942 Theresienstadt ermordet in Auschwitz                                                    | Weingasse 1 ·                           | 25. Mai 2010                   |                       |